# فریکه موس
فریکه موس (هلندی: Freeke Moes؛ زادهٔ ۲۹ نوامبر ۱۹۹۸) بازیکن هاکی روی چمن زن اهل هلند است.